# 1546
Відродження •  Реформація •  Доба великих географічних відкриттів •  Ганза

## Геополітична ситуація
Османську державу очолює Сулейман I Пишний (до 1566). Імператором Священної Римської імперії є Карл V Габсбург (до 1555). У Франції королює Франциск I (до 1547).
Середню частину Апеннінського півострова займає Папська область. Неаполітанське королівство на півдні захопила Іспанія. Венеційська республіка залишається незалежною, Флорентійське герцогство, Генуя та герцогство Міланське входять до складу Священної Римської імперії.
Іспанським королівством править Карл I (до 1555). У Португалії королює Жуан III Благочестивий (до 1557).
Генріх VIII є королем Англії (до 1547). Королем Данії та Норвегії — Кристіан III (до 1559). Королем Швеції — Густав I Ваза (до 1560). Королем частини Угорщини та Богемії є римський король Фердинанд I Габсбург (до 1564). На більшій частині Угорщини править Янош II Жигмонд Заполья як васал турецького султана за регентства матері Ізабелли Ягеллонки. У Польщі королює Сигізмунд I Старий (до 1548), Великим князем литовським є Сигізмунд II Август.
Галичина входить до складу Польщі. Волинь належить Великому князівству Литовському. Московське князівство очолює Іван IV (до 1575).
На заході євразійських степів існують Казанське ханство, Кримське ханство, Астраханське ханство, Ногайська орда. Єгипет захопили турки. Шахом Ірану є сефевід Тахмасп I.
У Китаї править династія Мін. Значними державами Індостану є Імперія Великих Моголів, Біджапурський султанат, Віджаянагара. В Японії триває період Муроматі.
Триває підкорення Америки європейцями. На завойованих землях ацтеків існує віцекоролівство Нова Іспанія, на колишніх землях інків — Нова Кастилія.

## Події
- Письмова згадка про Ловаги (Рожнятівський район).
- Господарем Молдови став Ілля II Рареш.
- 7 липня підписанням миру між Англією та Францією завершилася Італійська війна 1542—1546 років.
- Почалася Шмалькальденська війна в Німеччині між силами імператора та протестантськими князами Шмалькальденського союзу.
- У Шотландії страчено за єресь Джорджа Вішерта. Джон Нокс змушений відбути у вигнання.
- Мікеланджело став головним архітектором базиліки святого Петра в Римі.
- Турецький флот здійснив спробу захопити португальський форт Діу в Індостані.
- Завершилося підкорення майя Юкатану іспанцями.
- Знайдено срібло в Мексиці (Сакатекас).

## Народились
Докладніше: Народилися 1546 року
- 14 грудня — Ти́хо Бра́ге — данський астроном, астролог і алхімік;

## Померли
Докладніше: Померли 1546 року
- 18 лютого — Після тривалої хвороби у своєму рідному місті Ейслебені в Тюрингії у віці 62-х років помер німецький теолог і реформатор Мартин Лютер.